# Мгалоблишвили, Григол Зурабович
Григо́л (Григо́рий) Зура́бович Мгалоблишви́ли (груз. გრიგოლ ზურაბის ძე მგალობლიშვილი; род. 7 октября 1973, Тбилиси) — грузинский дипломат и государственный деятель, премьер-министр Грузии с 1 ноября 2008 по 6 февраля 2009 года. Посол Грузии в Турции с 2004 по 2008 год.

## Ранняя жизнь и дипломатическая карьера
Григол Мгалоблишвили родился 7 октября 1973 года в Тбилиси. В 1990—1995 годах учился в Тбилисском государственном университете на факультете востоковедения, окончил его по специальности «Языки стран Востока». В 1992—1993 годах обучался также на факультете иностранных языков Стамбульского университета.
В 1995 году Мгалоблишвили поступил на работу в грузинскую торговую миссию в Турции, а в 1996 году перешел в департамент стран Западной Европы министерства иностранных дел Грузии, где занимал должности атташе, второго, а затем и первого секретаря. По некоторым данным, в 1998 году Мгалоблишвили закончил оборонный колледж НАТО в Грузии. С 1998 по 2002 год Мгалоблишвили работал в грузинском посольстве в Турции: до 2000 года — первым секретарём, а затем в качестве политического советника.
В 2002—2003 годах Мгалоблишвили проходил дополнительное обучение на факультете дипломатических отношений Оксфордского университета, а затем вновь оказался в министерстве иностранных дел, где в 2003—2004 годах был заместителем директора департамента США, Канады и стран Латинской Америки, а в 2004 году некоторое время возглавлял департамент европейских дел и евроинтеграции.
Летом 2004 года Грузия назначила 11 послов в страны Европы, Ближнего Востока и Средней Азии, которые, по выражению министра иностранных дел Саломе Зурабишвили, должны были стать «послами нового стиля». Среди них оказался и Мгалоблишвили, который был определён послом Грузии в Турции. С 2006 года он стал одновременно представлять Грузию в Албании и Боснии и Герцеговине.
Мгалоблишвили прикладывал значительные усилия к росту торгового оборота между Турцией и Грузией, особо выделяя борьбу с коррупцией и следами «слабости прошлой администрации». За время, которое он находился в качестве посла в Турции, был ослаблён визовый режим между двумя странами, началась разработка проекта железной дороги Карс-Тбилиси и реконструкция аэропорта в Батуми, в которой значительное участие принимала Турция. С деятельностью Мгалоблишвили связывается также соглашение о повышении квоты Грузии при транзите природного газа из Азербайджана в Турцию, особо важное в условиях повышения цен на газ для Грузии «Газпромом».

## Премьер-министр Грузии
27 октября 2008 года президент Грузии Михаил Саакашвили объявил о том, что предлагает Мгалоблишвили в качестве нового премьер-министра Грузии взамен Ладо Гургенидзе. При этом Саакашвили охарактеризовал Мгалоблишвили как «эксперта в привлечении инвестиций». Смена премьер-министра связывалась в прессе с усилением критики администрации Саакашвили со стороны оппозиции, к которому привела война в Грузии в августе 2008 года. В конце октября Мгалоблишвили рассматривал возможность создания коалиционного правительства, куда могли бы войти представители оппозиции. В то же время оппозиция указывала на политическую безликость Мгалоблишвили и называла его «тёмной лошадкой».
1 ноября кандидатура Мгалоблишвили была утверждена парламентом Грузии. В составе правительства с приходом нового главы правительства сменились только министры по делам беженцев, экологии, юстиции и культуры, в то время как силовые министры (по мнению оппозиции, ответственные за поражение Грузии в войне с Россией) сохранили свои посты, а представители оппозиции министерских постов не получили.
Одной из главных задач правительства Мгалоблишвили было объявлено сокращение безработицы и преодоление бедности, а также привлечение инвестиций, уменьшившихся после войны в Грузии. В качестве основных приоритетов правительства Мгалоблишвили называл свободу экономики, общества, медиа и судов. Уже 10 ноября Мгалоблишвили подтвердил антироссийскую ориентацию своего правительства, обвинив Россию в грубом нарушении соглашения между Россией и Грузией о прекращении огня, достигнутого 12 августа.
В конце декабря 2008 года, по сообщению ряда СМИ, между Мгалоблишвили и президентом Саакашвили произошла ссора, в результате которой Саакашвили даже ударил премьер-министра и бросил в него телефоном. Причины инцидента не разглашаются. Как сообщается, уже тогда Мгалоблишвили собирался подать в отставку, но президент не принял её.
В конце 2008 года в СМИ появились сообщения об ухудшившемся состоянии здоровья Мгалоблишвили. По рекомендации грузинских врачей премьер-министр отправился в Германию, где ему провели комплексное медицинское обследование и поставили диагноз нефропатия. 30 января 2009 года Мгалоблишвили подал в отставку по состоянию здоровья. Он отметил, что нуждается в длительном лечении и не сможет выполнять свои обязанности в течение полутора-двух месяцев. Михаил Саакашвили выразил сожаление в связи с тем, что Мгалоблишвили пришлось уйти в отставку, и предложил на пост премьер-министра кандидатуру Николоза Гилаури, занимавшего до этого должность министра финансов. 6 февраля парламент Грузии одобрил состав нового кабинета министра во главе с Гилаури.
В середине марта 2009 года сообщалось о выздоровлении Мгалоблишвили. 22 июня 2009 года Саакашвили представил кандидатуру бывшего премьер-министра на пост постоянного представителя Грузии в НАТО. 26 июня грузинский парламент утвердил Мгалоблишвили на новом посту.

## Личная жизнь
Помимо родного грузинского, владеет также русским, английским, турецким и немецким языками. Женат, имеет двое детей.